# Бутун (приток Лемы)
Бутун (устар. Бутум) — небольшая река в Юкаменском районе Удмуртии (Россия), левый приток Лемы (бассейн Камы).
Берёт начало на Красногорской возвышенности севернее урочища (бывшей деревни) Сапеги, рядом с границей с Кировской областью. Высота истока свыше 210 м над уровнем моря. Течёт на северо-восток, ниже урочища (бывшей деревни) Мамоново поворачивает на восток. Имеет несколько мелких притоков. Впадает в реку Лема около деревни Деряги.
Недалеко от устья, в деревне Деряги, построена дамба (до неё — автомобильный мост), образующая большой пруд, который является местом рыбалки и отдыха жителей района. На пруду проводятся различные праздники (праздник Иваны Купалы «Купанча», зимний праздник «Юкаменский лёд» и другие). Посещение пруда включено в районный туристический маршрут «Секреты маленькой деревни».
В дерягинском пруду водится щука.